# Chamblac
Chamblac ist eine französische Gemeinde mit 359 Einwohnern (Stand 1. Januar 2022) im Département Eure in der Region Normandie. Sie gehört zum Arrondissement Bernay und zum Kanton Breteuil.

## Geografie
Chamblac liegt in Nordfrankreich in der Landschaft Pays d’Ouche im Westen des Départements Eure, 63 Kilometer südöstlich von Le Havre, etwa 12 Kilometer südwestlich von Bernay, dem Sitz der Unterpräfektur des Arrondissements, 2,6 Kilometer südöstlich von Broglie auf einer mittleren Höhe von 169 Metern über dem Meeresspiegel. Die Mairie steht auf einer Höhe von 195 Metern. Nachbargemeinden von Chamblac sind Broglie im Nordwesten, Ferrières-Saint-Hilaire im Norden, Mesnil-en-Ouche im Südosten und La Trinité-de-Réville im Südwesten. Das Gemeindegebiet hat eine Fläche von 2090 Hektar.
In Chamblac besteht die Gefahr sich plötzlich im Boden bildender metertiefer Löcher. Die sogenannten Marnières sind alte Mergelgruben, die sich zum Beispiel nach starkem Regen öffnen können, wenn die Schuttfüllung in die Seitengänge geschwemmt wird. Durchschnittlich gibt es im Département Eure etwa 15 unterirdische Hohlräume, besonders Mergelgruben und Versickerungsstrecken pro Quadratkilometer. In Chamblac gibt es insgesamt 98 unterirdische Hohlräume, 2 davon sind Mergelgruben. Mindestens 19 der unterirdischen Hohlräume wurden von Menschen angelegt, mindestens 10 sind natürlichen Ursprungs, die übrigen sind unbestimmt.
Die Gemeinde ist einer Klimazone des Typs Cfb (nach Köppen und Geiger) zugeordnet: Warmgemäßigtes Regenklima (C), vollfeucht (f), wärmster Monat unter 22 °C, mindestens vier Monate über 10 °C (b). Es herrscht Seeklima mit gemäßigtem Sommer.

## Geschichte
Le Bosc-Du-Bois gehörte 1261 dem Ritter Jehan du Bois de Chamblac. Das Lehen war vom 13. Jahrhundert bis zur Französischen Revolution (1789–1799) ein Demi-fief de Haubert, etwa ‚halbes Lehen des Ringelpanzers‘. Diese Form der Unterteilung von Lehen war im Feudalismus nur in der Normandie und der Bretagne üblich. Der Besitzer des Lehens wurde automatisch Ritter wenn er das Lehen erbte und 21 Jahre alt war und musste in der ländlichen Armee seines Herrn dienen. Der Ringelpanzer war in diesem Zusammenhang das Symbol des Rittertums. Wenn diese Lehen vererbt wurden, konnten sie in bis zu acht Teile geteilt werden. Allerdings konfiszierte John of Lancaster, 1. Duke of Bedford (1389–1435) das Lehen während des Hundertjährigen Kriegs (1337–1453).
Die Lehen Bonneville und Chamblac unterstanden der Baronie Ferrières, die 1742 in das damals neu entstandene Herzogtum Broglie eingegliedert wurde. Das Lehen Bonneville bestand seit dem 10. Jahrhundert. Vom 15. Jahrhundert bis zu Beginn des 19. Jahrhunderts gehörte das Lehen Bonneville der gleichnamigen Familie. Jean de Bonneville, Kammerherr des Königs, wurde um 1400 als Seigneur von Chamblac und Bonneville urkundlich erwähnt. Der letzte Graf von Bonneville, Nicolas, war Generalrat des Départements Eure. In der Mitte des 18. Jahrhunderts wurde das Schloss durch einen Brand schwer beschädigt. Nicolas de Bonneville ließ das Schloss ab 1779 restaurieren. Er verstarb 1805 und hatte keine Nachkommen, daher erbte sein Neffe, der Graf de la Varende das Schloss. Heute wohnt hier seine Enkelin Laure de La Varende mit ihrem Ehemann, Prinz Charles-Edouard de Broglie. 
1964 wurde Le Bosc-Morel eingemeindet.

### Bevölkerungsentwicklung
| Jahr      | 1793 | 1800 | 1806 | 1856 | 1872 | 1886 | 1921 | 1962 | 1968 | 1990 | 2018 |
| --------- | ---- | ---- | ---- | ---- | ---- | ---- | ---- | ---- | ---- | ---- | ---- |
| Einwohner | 301  | 502  | 552  | 401  | 354  | 278  | 238  | 217  | 342  | 336  | 394  |

## Kultur und Sehenswürdigkeiten

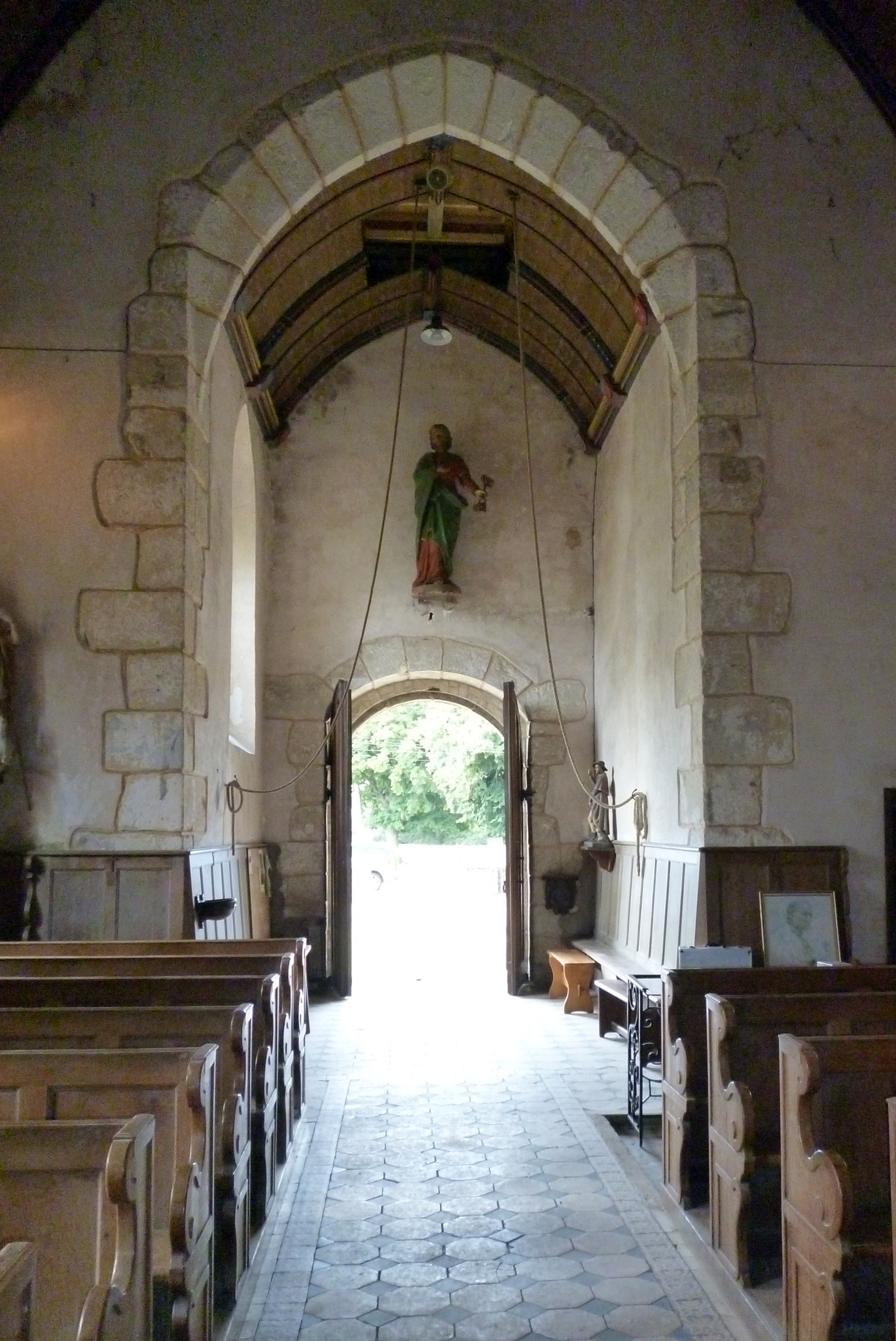
Eingang der Kirche Notre-Dame mit Glockenseilen

Chamblac gehört zur römisch-katholischen Gemeinschaft Communauté du Pays d’Ouche, die Teil der Pfarrei Lieuvin Sud et Pays d’Ouche des Bistums Évreux ist. In der Kirche Notre-Dame stehen mehrere Statuen aus dem 14. bis 16. Jahrhundert, die als historische Denkmale klassifiziert sind.
Das Herrenhaus Le Bosc-Du-Bois wurde zum Ende des 15. oder zu Beginn des 16. Jahrhunderts erbaut. Das Fundament des Gebäudes ist über eine Etage hoch und wurde als Mauerwerksverband aus großen Sandsteinen erbaut. Es handelt sich um das viereckige Fundament einer Burg aus dem 12. Jahrhundert, das von einem Wassergraben umgeben ist. Eine Passerelle führt über den Wassergraben zum Herrenhaus. Die Fassade des Erdgeschosses besteht aus behauenem Feuerstein und Sandstein, die im Schachbrettmuster angeordnet sind. Das Obergeschoss ist ein Fachwerkbau. Im 18. Jahrhundert wurde das Obergeschoss umgebaut.
Der heutige Park des Schlosses Bonneville wurde 1919 angelegt. Das Schloss selbst ist in das Zusatzverzeichnis der historischen Denkmale eingetragen. Unter Denkmalschutz stehen seit 1978 der Salon und das sogenannte Zimmer des Bischofs (chambre de l’Evêque) im Erdgeschoss sowie seit 1991 die Fassade und das Dach. Die Zimmer sind im Stil des Louis-quinze eingerichtet.
Ein weiteres Herrenhaus ist La Cheminette. Es wurde im 16. Jahrhundert für die Familie Le Forestier gebaut. Es wurde mehrfach verkauft. Im Hof steht ein quadratischer Taubenturm.

## Wirtschaft und Infrastruktur
Der nächstgelegene Bahnhof steht in Bernay und ist 11,5 Kilometer entfernt. Der nächste Flughafen ist der 50,9 Kilometer entfernt liegende Flughafen Deauville in Saint-Gatien-des-Bois.
Auf dem Gemeindegebiet gelten kontrollierte Herkunftsbezeichnungen (AOC) für Camembert de Normandie, Pont-l’Évêque (Käse), Calvados (Getränk) und Pommeau de Normandie sowie geschützte geographische Angaben (IGP) für Schweinefleisch (Porc de Normandie), Geflügel (Volailles de Normandie) und Cidre (Cidre de Normandie und Cidre normand).

## Persönlichkeiten
- Jean de La Varende (1887–1959), Schriftsteller, Literaturkritiker und Maler, wurde in Chamblac geboren, kehrte 1919 dorthin zurück und lebte im Schloss Bonneville.[5][10]